# Edgar (Schottland)

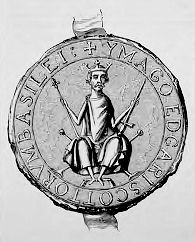
Edgar (Schottland)

Edgar (Etgair mac Maíl Coluim; * 1074; † 8. Januar 1107 in Edinburgh) war schottischer König von 1097 bis zu seinem Tod. Er wurde als dritter Sohn von Malcolm III. und dessen zweiter Gemahlin, der 1251 von Papst Innozenz IV. heiliggesprochenen Margareta von Schottland, geboren. Er wurde auch Edgar der Friedliche genannt.
Er bestieg den Thron als Nachfolger seines Onkels Donald III. und seines älteren Bruders Edmund, die gemeinsam geherrscht hatten und von einer anglo-normannischen Streitmacht vom Thron vertrieben wurden. Edgars Halbbruder Duncan II. hatte bereits im Mai 1094 die Macht an sich gerissen, starb aber nur ein halbes Jahr später auf dem Schlachtfeld.
Im Gegensatz zu Donald und Edmund suchte Edgar politisch wieder die Nähe zum normannisch regierten Königreich England. Schließlich war auch sein Vater Malcolm III. ein Freund Englands gewesen und seine Mutter Margareta war selbst Engländerin. Er förderte die Ansiedlung normannischer Lehnsmänner im Süden Schottlands und stärkte damit den Einfluss Englands. Außerdem verzichtete er zugunsten Norwegens auf die Hebriden und die Halbinsel Kintyre. Edgar starb unverheiratet und kinderlos und wurde in der Abtei von Dunfermline beigesetzt.
Unter Alexander I., Edgars jüngerem Bruder, wurde Schottland weiter geschwächt. Der Einfluss Englands stieg nicht zuletzt, weil Alexander der Schwager des englischen Königs war.